# BAC One-Eleven

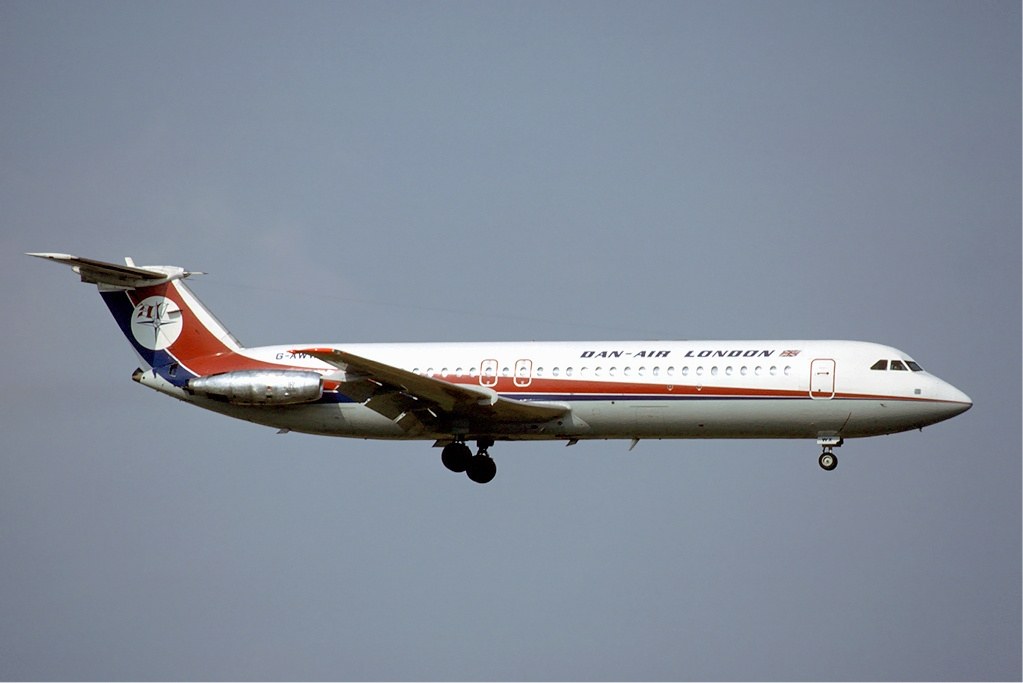
Un BAC One-Eleven nei colori della compagnia aerea Dan-Air.

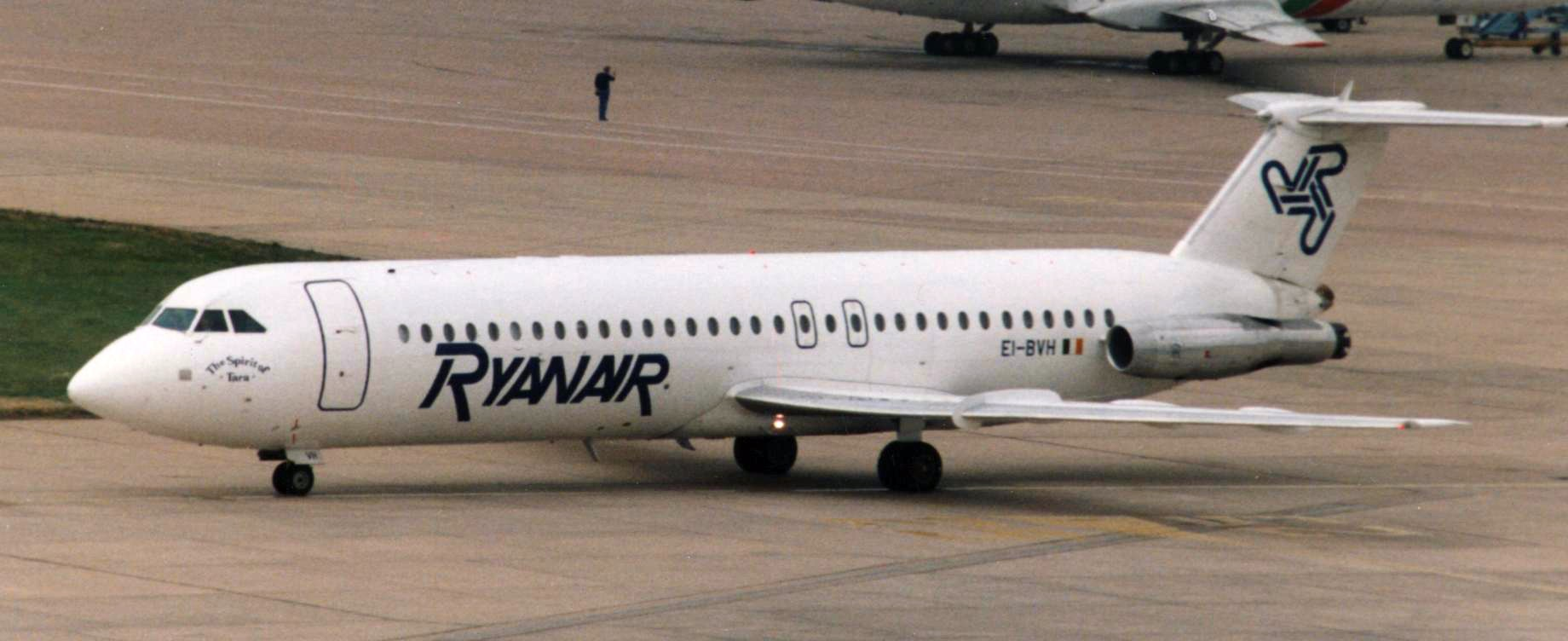
BAC One-Eleven della Ryanair a Manchester nel 1988.

Un BAC Super One-Eleven a Capodichino nel 1971.

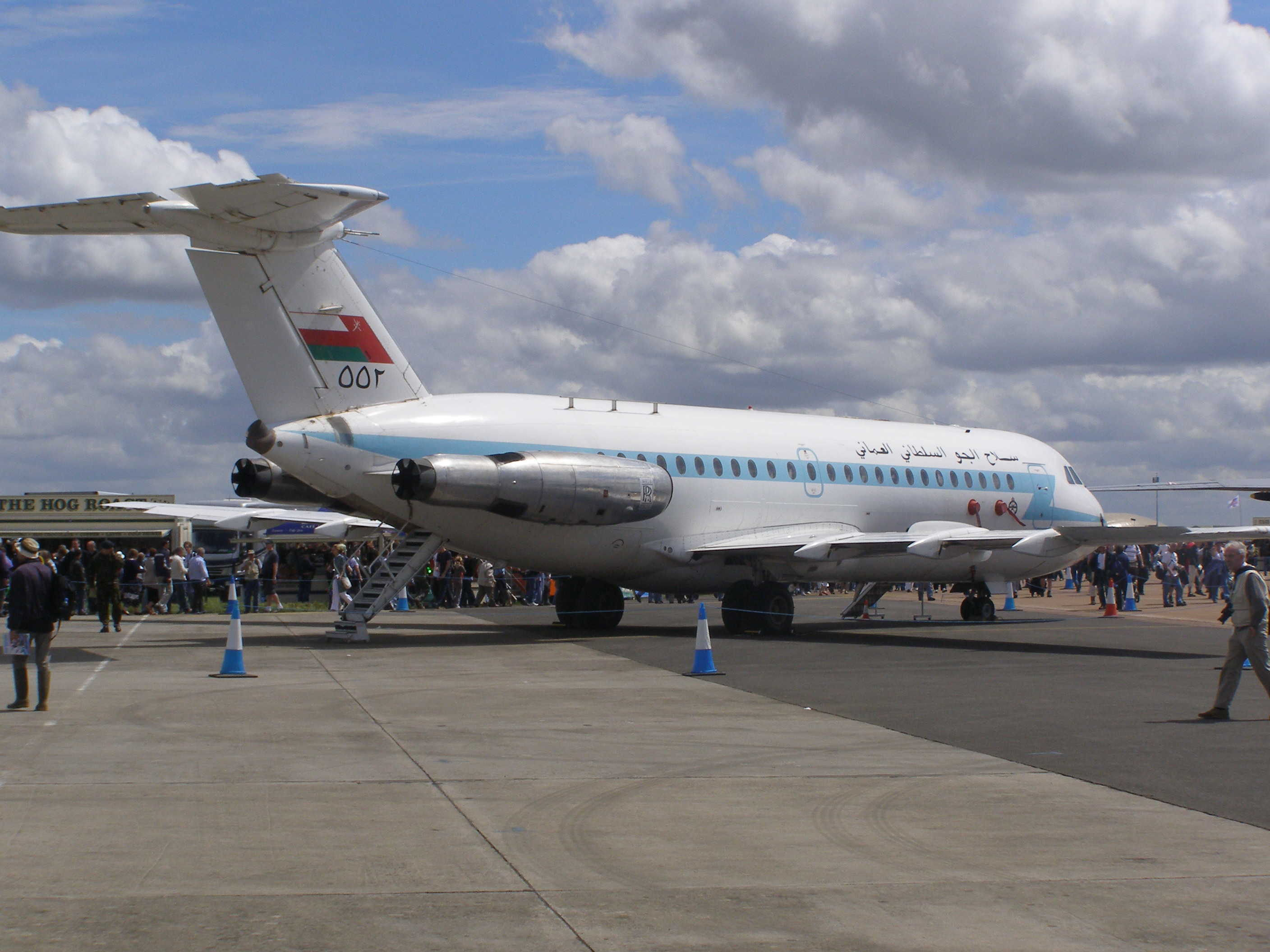
Un One-Eleven 485GD dell'omanita Al Quwwat al-Jawwiya al-Sultanya al-Omanya.

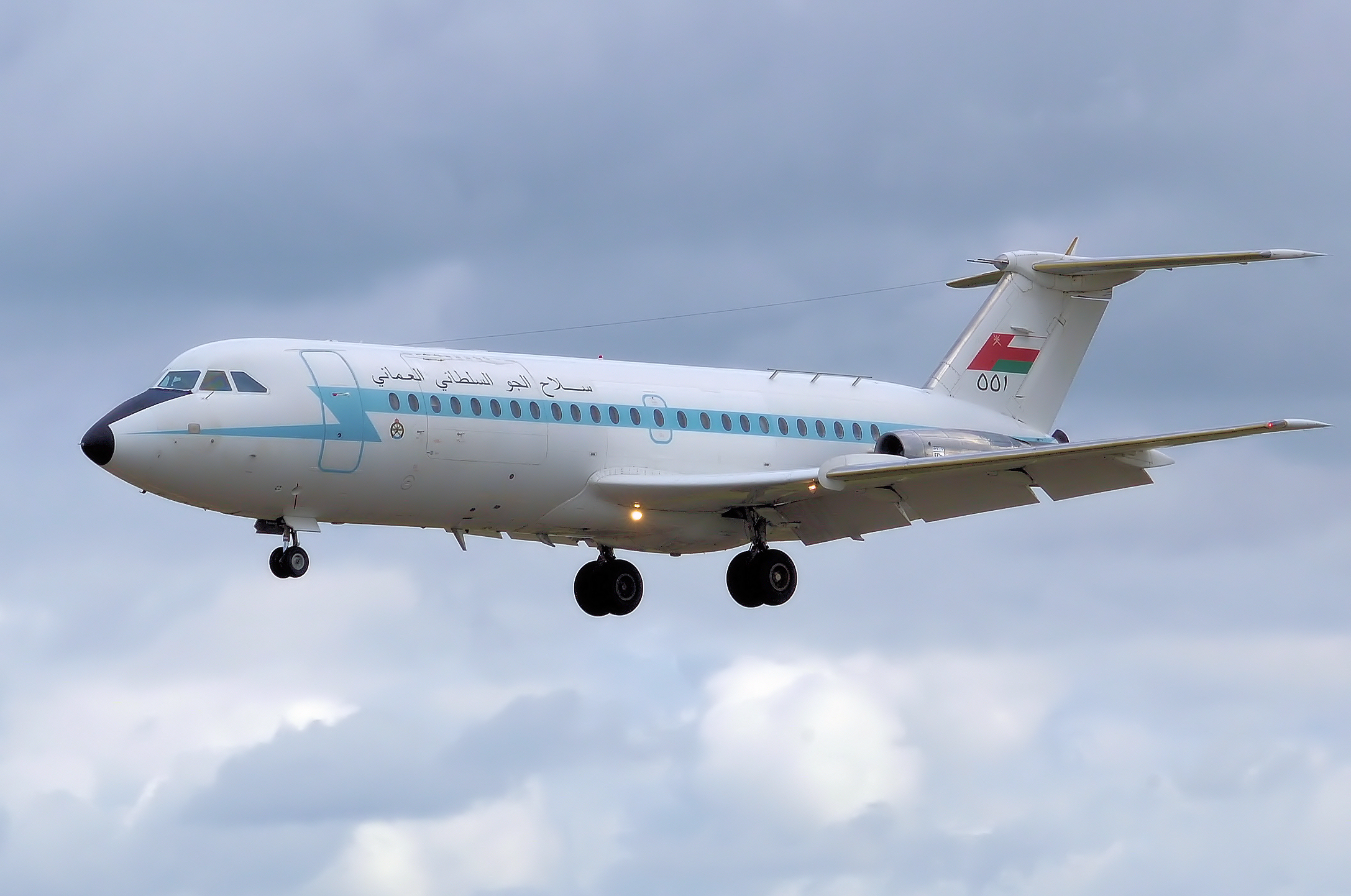
Un One-Eleven Model 485GD della Al Quwwat al-Jawwiya al-Sultanya al-Omanya in fase di atterraggio al RIAT 2008.

Il BAC One-Eleven, indicato anche come BAC-111 o BAC 1-11, fu un aereo di linea bireattore monoplano ad ala bassa sviluppato dall'azienda aeronautica britannica British Aircraft Corporation (BAC) nei primi anni sessanta.
Il modello, progettato dall'ufficio tecnico dell'Hunting Aircraft ed in seguito sviluppato da BAC, venne prodotto, oltre che da quest'ultima, anche su licenza in Romania, dalla Întreprinderea de Avioane București (IAvB), poi ridenominata Romaero, come Rombac One-Eleven. Destinato a sostituire il quadriturboelica Vickers Viscount sulle rotte passeggeri a corto raggio, fu il secondo velivolo civile a getto, dopo il francese Sud Aviation Caravelle, ad entrare in servizio per rispondere a tale esigenza. Il BAC One-Eleven ebbe un buon successo commerciale, adottato principalmente da compagnie aeree britanniche alle quali si affiancarono varie compagnie europee, e nel resto del mondo, trovando impiego anche in ambito militare e governativo come aereo da trasporto VIP.

## Storia del progetto
Dopo la fine della seconda guerra mondiale l'ufficio progettazione della Hunting Aircraft, notando la grande espansione in corso del trasporto aereo passeggeri, decise di realizzare il progetto di massima di un nuovo velivolo con propulsione a getto destinato a sostituire Vickers Viscount allora in servizio. Nel luglio 1956 la British European Airways emise un requisito per un nuovo aereo da trasporto passeggeri con propulsione a getto di “seconda generazione” che potesse operare a fianco degli esistenti aerei a turboelica.
Nacque così il progetto dell'Hunting H.107, un aereo con impennaggio a T e turbofan montati posteriormente, capace di trasportare 30 passeggeri. In quello stesso periodo la Vickers stava portando avanti il progetto di un aereo più grande, derivato dal VC-10, capace di 140 posti, che aveva ricevuto la designazione di VC-11. Anche altre ditte presentarono i propri progetti, con la Bristol che realizzò il Type 200.
Con la nascita nel 1960, su spinta decisa del governo inglese, della BAC, che conglobava le aziende di produzione aeronautica Hunting, Vickers, Bristol e English Electric, i nuovi vertici aziendali presero la decisione di ingrandire il progetto dell'H.107, che aveva ricevuto la nuova designazione di BAC 107, dato che il mercato del trasporto aereo passeggeri stava avendo una fase di grande espansione, abbandonando nel contempo quello dei similari Type 200 e VC-11 per concentrarsi su un unico aereo. Per la motorizzazione, nel 1961 venne abbandonata quella che vedeva l'adozione di due turbofan Bristol Siddeley BS75 in favore di quella con due Rolls-Royce Spey.
Un'analisi di mercato condotta dalla nuova azienda, che incluse anche gli Stati Uniti d'America, portò alla conclusione che l'ideale capacità di un aereo da trasporto passeggeri si aggirava intorno agli 80 posti.  A differenza dei contemporanei aerei di linea britannici come l'Hawker Siddeley Trident, l'One-Eleven non fu progettato specificamente per soddisfare le esigenze delle compagnie British European Airways o Overseas Airways Corporation, ma per le esigenze delle compagnie aeree di tutto il mondo, e la BAC si aspettava un portafoglio di ordini di circa 400 unità.  Per il volo di prova fu prescelto come collaudatore lo Squadron leader Dave Glaser.
L'aereo ricevette la nuova designazione aziendale di BAC 111, poi divenuta "One-Eleven". Si trattava di un velivolo con motori a reazione, ala bassa, impennaggio di coda a T, dotato di due propulsori a doppio flusso Rolls-Royce RB.163 Spey Mk.506 da 4720 kg di spinta (46 kN) installati in coda. Il progetto dell'aereo era caratterizzato da notevoli caratteristiche di robustezza e semplicità d'uso, prevedeva scalette incorporate e una APU. Il BAC 111 ricevette subito una grande accoglienza sul mercato statunitense proprio grazie alle sue caratteristiche di base, quali i collegamenti tra le piccole città grazie agli 80 posti, e la rapida disponibilità sul mercato.
La prima ditta ad ordinare l'aereo fu, comunque, la britannica British United Aircraft e il 9 maggio 1961 ordinò 10 esemplari della versione One-Eleven Series 200. Il 20 ottobre fu la volta della statunitense Braniff International Airways che ne ordinò sei esemplari, mentre la Mohawk Airlines, alla ricerca di dotarsi del primo aereo a reazione, mandò i propri rappresentanti in Europa, stipulando il 24 luglio 1962 un contratto che prevedeva un'opzione quattro esemplari. Altri ordini arrivarono da Kuwait Airways (tre esemplari) e Central African Airways (due esemplari), mentre la Braniff successivamente raddoppiò l'ordine portandolo a 12, e la Aer Lingus ne ordinò quattro. La Western Airlines emise un ordine per 10 esemplari che fu successivamente cancellato. La Bonanza Air Lines ordinò tre aerei nel 1962,  ma esso fu fermata dalla US Civil Aviation Board (CAB) degli Stati Uniti, che sosteneva che sarebbero necessari sussidi statali per operare con aereo jet sulle rotte coperte della Bonanza, un'azione che all'epoca alcune persone rivendicarono come un atto di protezionismo. La CAB impedì l'acquisto del velivolo One-Eleven anche alla Frontier Airlines e alla Ozark Air Lines, sebbene successivamente la Ozark abbia ordinato il Douglas DC-9 e la Frontier il Boeing 727-100. La CAB tentò anche, invano, di bloccare gli ordini della Mohawk.
Nel maggio 1963 la BAC annunciò lo sviluppo di due nuove versioni, le One-Eleven 300 e 400, che utilizzavano la nuova, più potente, versione Mk. 511 del motore Spey, e disponevano di un maggiore carico di carburante al fine di aumentare il raggio d'azione, e peso massimo al decollo aumentato.  La differenza tra le due versioni consisteva nell'equipaggiamento e nell'avionica, con la versione 400 destinata principalmente al mercato statunitense.  Il 17 luglio 1963 la American Airlines ordinò 15 aerei, portando il totale a 60, più 15 opzioni.  La American Airlines acquistò un totale di 30 One-Eleven Series 400, il che ne fece la maggiore compagnia aerea utilizzatrice.

### I prototipi
Il primo prototipo (immatricolato G-ASHG) effettuò il roll-out il 23 luglio 1963 nello stabilimento di Hun ed andò in volo per la prima volta il 20 agosto dello stesso anno.  I primi collaudi diedero esito ampiamente positivo, tanto da far pensare ad una rapida certificazione, ritenuta dall'azienda indispensabile al fine di conquistare una buona fetta di mercato e bruciare sul tempo la concorrenza. Purtroppo il 22 ottobre il prototipo, con ai comandi il collaudatore Mike Lithgow, andò perso durante un volo di collaudo mentre era impegnato in prove di controllabilità a bassa velocità e, quindi, ad elevata incidenza. Questo fenomeno, divenuto successivamente noto come "deep stall" (stallo irrecuperabile), era allora sconosciuto, ed era dovuto alla messa in ombra aerodinamica dell'impennaggio orizzontale da parte della scia turbolenta alare. Le indagini compiute dalla CAA britannica portarono a compiere una serie di nuovi test, e poi alla modifica dei comandi del velivolo adottando due nuovi dispositivi appositamente progettati per intervenire in prossimità dello stallo. Si trattava dello "stick shaker" e dello "stick pusher".  Entrambi attivavano dapprima lo scuotimento della cloche, e in seguito il comando a picchiare. I nuovi test compiuti dimostrarono la validità delle modifiche apportate, che compresero anche il ridisegno del bordo di entrata alare al fine di regolare il flusso d'aria nei motori e sopra il piano di coda, tanto che quasi tutte le compagnie aeree confermarono gli ordini di acquisto già emessi. L'inchiesta seguita all'incidente, e la successiva fase di riqualificazione, ritardarono di molto l'entrata in servizio dell'aereo, consentendo alle altre aziende aeronautiche, tra cui spiccava la Douglas, di recuperare il terreno fino ad allora perso.
L'omologazione da parte delle autorità inglesi arrivò nel maggio 1964, quindi la British Aircraft Corporation annunciò l'uscita sul mercato della Serie 300, con maggior spazio nella cabina e motori Spey Mk.511 da 5170 kg di spinta, e la Serie 400 per il mercato statunitense.
Nonostante l'incidente i collaudi continuarono e la fiducia dei clienti rimase elevata. Le compagnie American Airlines e Braniff trasformarono le opzioni in ordini definitivi nel febbraio 1964. Ulteriori ordini arrivarono da Mohawk e Philippine Airlines, mentre l'uomo d'affari tedesco Helmut Horten richiese la prima modifica in aereo executive del BAC 1-11. Alla fine dell'anno erano usciti dalla linea di produzione 13 velivoli. Il BAC One-Eleven ottenne la certificazione e il primo velivolo, immatricolato G-ASJI, fu consegnato alla BUA il 22 gennaio 1965. Dopo diverse settimane di voli di prova, il 9 aprile fu effettuato il primo servizio di linea da Gatwick a Genova. La Braniff ricevette il suo primo velivolo l'11 marzo, mentre la Mohawk lo ottenne il 15 maggio. Le consegne continuarono, e alla fine del 1965 le compagnie aeree avevano ricevuto un totale di 34 aerei. La domanda di produzione continuò a essere vivace, tanto che fu attivata una seconda linea a Weybridge che, tra il 1966 e il 1970 produsse 13 BAC 1-11.

## Impiego operativo

### Le versioni One-Eleven 500, 510ED e 475
Nel 1967 fu introdotta una più grande versione da 119 posti designata One-Eleven 500 (noto anche come Super One-Eleven). La realizzazione di questa versione "allungata" fu posticipata di almeno un anno, affinché il cliente di lancio BEA, alla disperata ricerca di un successore del Viscount, emettesse il proprio requisito. Ciò diede agli aerei americani concorrenti (Douglas DC-9 e Boeing 737) l'opportunità di compensare la penetrazione anticipata dell'One-Eleven sul mercato interno statunitense. L'iniziale vantaggio di un anno del velivolo britannico si trasformò in un anno di ritardo, e la serie 500 non riuscì ad ottenere ordini di acquisto negli USA. Tale versione entrò in servizio con la Cayman Airways e la Leeward Islands Air Transport (LIAT) nei Caraibi, con la Cayman Airways che operava la serie 500 sui servizi di linea a Houston (Texas) (IAH) e Miami, Florida (MIA), mentre la LIAT operava con la serie 500 da San Juan, Porto Rico (SJU). La Bahamasair gestiva anche il modello 500 allungato con il servizio tra Nassau (NAS) e Miami, mentre, tra le altre rotte, la compagnia guatemalteca Aviateca gestiva i suoi velivoli serie 500 sia a Miami che a New Orleans, in Louisiana (MSY). La compagnia aerea costaricana LACSA gestì la serie 500 sui suoi servizi a Miami. Rispetto alle versioni precedenti, la One-Eleven 500 era più lunga di 8 piedi 4 pollici (2,54 m) davanti all'ala e 5 piedi 2 pollici (1,57 m) dietro di essa. L'apertura alare è stata aumentata di 5 piedi (1,5 m) e questo modello utilizzava la versione Mk.512 dello Spey.
I 18 aerei di serie della BEA/British Airways 500 (denominati One-Eleven 510ED) variavano significativamente da altri One-Eleven, su richiesta di BEA. Lo One-Eleven 510ED aveva una pilotaggio modificata, dotata di strumentazione avionica Smith simile a quella dello Hawker Siddeley HS.121 Trident.  Il loro equipaggiamento addizionale includeva un più sofisticato pilota automatico, che consentiva l'atterraggio automatico CAT II e includeva autothrottle. Le modifiche arrivarono fino a invertire la posizione "on" della maggior parte degli interruttori per farli corrispondere a quella del Trident; in effetti il 510ED era così diverso dagli altri velivoli One-Eleven 500 che era necessario un diverso brevetto di pilotaggio per farlo volare.
Avendo affrontato la concorrenza degli aerei statunitensi nel 1966, nel corso del 1970 lo One-Eleven affrontò anche la concorrenza di velivoli più nuovi e più piccoli come il Fokker F28 Fellowship, che era più leggero, meno complesso e più economico. La versione One-Eleven 475 del 1970 venne lanciata proprio per competere con lo F28. Combinava la fusoliera della versione 400 con la maggiore potenza e l'ala più grande della versione 500 ed era destinata ad operare in aeroporti a quote elevate. Questo modello non ottenne un grande successo, e ne vennero realizzati solo 10 esemplari. Nel 1977 ne fu proposto un aggiornamento, designato One-Eleven 670, dotato di motori più silenziosi che venne offerta sul mercato interno giapponese, ma non ottenne alcun ordine di produzione.

## Varianti
- BAC One-Eleven 200: prima versione
- BAC One-Eleven 300: motori potenziati e più spazio per il carburante
- BAC One-Eleven 400: uguale alla serie 300, ma dotata di strumentazione americana
- BAC One-Eleven 475: fusoliera della serie 400 con ali della serie 500
- Rombac 1-11-495: versione rumena della serie 475
- BAC One-Eleven 500: versione con fusoliera allungata fino a 120 posti e nuovi motori
- BAC One-Eleven 510ED: variante della serie 500, costruita per la British Airways. Stessi motori e misure della serie 500, ma cockpit modificato
- Rombac 1-11-560: versione rumena della serie 500
- BAC One-Eleven 670: versione della serie 475 con miglioramenti aerodinamici

## Utilizzatori
(lista parziale)

### Civili
Argentina
- Austral Líneas Aéreas

 Germania
- Bavaria Germanair

 Irlanda
- Aer Lingus

 Filippine
- Philippine Airlines

 Regno Unito
- AB Airlines
- Autair
- British Airways
- British Caledonian
- British Eagle International
- British European Airways
- British Island Airways
- British United Airways
- Court Line Aviation
- Dan-Air
- European Aviation Air Charter
- Laker Airways
- Monarch Airlines
- Ryanair Europe

### Militari
Australia
- Royal Australian Air Force
  - No. 34 Squadron RAAF

operò con due esemplari tra il 1967 e il 1980.
 Brasile
- Força Aérea Brasileira

 Filippine
- Hukbong Himpapawid ng Pilipinas
  - 702 Squadron

operò tra il 1974 e il 1984.
 Oman
- Al Quwwat al-Jawwiya al-Sultanya al-Omanya

 Regno Unito
- Royal Air Force
  - Empire Test Pilots' School

## Velivoli comparabili
Stati Uniti
- Douglas DC-9

 Unione Sovietica
- Tupolev Tu-134
- Yakovlev Yak-42